# NGC 3039
NGC 3039 (również PGC 28452 lub UGC 5297) – galaktyka spiralna z poprzeczką (SBb), znajdująca się w gwiazdozbiorze Sekstantu. Odkrył ją Albert Marth 22 stycznia 1865 roku.